# 上村純一
上村 純一（うえむら じゅんいち、1980年（昭和55年）5月27日 - ）は、千葉県出身の競艇選手。
登録番号4645。身長171cm。血液型A型。108期。群馬支部所属。同期に、木下翔太、江崎一雄らがいる。

## 来歴
- 2011年5月、桐生競艇場での第5回マンスリーKYOTEI杯でデビュー（6着）。
- 2011年7月、多摩川競艇場での第47回デイリースポーツ賞で水神祭を飾る（5号艇5コース。決まり手はまくり差し）。
- 2014年7月、児島競艇場でのルーキーシリーズ第3戦で初優出（6号艇6コース。3着）。
- 2015年3月、三国競艇場でのやよい第1戦で初優勝を飾る（3号艇3コース。決まり手は差し）。
- 2015年9月、桐生競艇場でのG1赤城雷神杯でG1初出場。
- 2016年6月、江戸川競艇場でのG2江戸川634杯モーターボート大賞でG2初優出（3号艇5着）。

## 人物・エピソード
- デビュー前はレーシングカートのドライバーで、全日本選手権に出場した実績もあった。106期でボートレーサー応募資格の改定により年齢制限が引き上げられたため、29歳でやまと学校を受験し合格。しかしデビューから2ヶ月で30歳となったため、2014年新設の年齢制限のあるヤングダービー競走への参加資格は新設当時よりなかった[1]。